# Capu Corbului, Harghita
Capu Corbului este un sat în comuna Corbu din județul Harghita, Transilvania, România.

## Obiectiv memorial
Cimitirul Eroilor Români din Primul Război Mondial este amplasat în curtea bisericii ortodoxe, după ce eroii au fost exhumați de pe dealul "Baci". În acest cimitir sunt înhumați, în morminte individuale, 40 de eroi români; al doilea cimitir, unde sunt inhumați aproximativ 50 de soldați, se află pe Valea Seaca, la 7 kilometri de orașul Borsec. 
 Acest articol despre o localitate din județul Harghita este deocamdată un ciot. Puteți ajuta Wikipedia prin completarea lui.